# Communauté de communes du Pays de Saint-Aulaye
La communauté de communes du Pays de Saint-Aulaye est une communauté de communes française, située dans le pays Périgord vert, dans le département de la Dordogne, en région Nouvelle-Aquitaine.

## Historique
La communauté de communes du Pays de Saint-Aulaye a été créée le 8 juillet 1999 par l'arrêté préfectoral no 991289, avec quatre communes.
Elle s'est agrandie avec l'adhésion de Saint-Privat-des-Prés le 27 décembre 2001 (arrêté préfectoral no 012184), et Servanches le 9 août 2002 (arrêté préfectoral no 02139).
Puis, le 1er janvier 2009, trois nouvelles communes l'ont rejointe (arrêté préfectoral no 082558 du 16 décembre 2008) : Chenaud, Parcoul et Saint-Vincent-Jalmoutiers.
Selon l'arrêté préfectoral no 111547 du 22 novembre 2011, la commune de La Roche-Chalais adhère à la communauté de communes du Pays de Saint-Aulaye à compter du 1er janvier 2012. De ce fait, l'intercommunalité augmente sa population de 77 % et son territoire s'agrandit de 58 %.

## Territoire communautaire

### Géographie physique
Située à l'ouest  du département de la Dordogne, la communauté de communes du Pays de Saint-Aulaye regroupe 6 communes et présente une superficie de 243 km2.

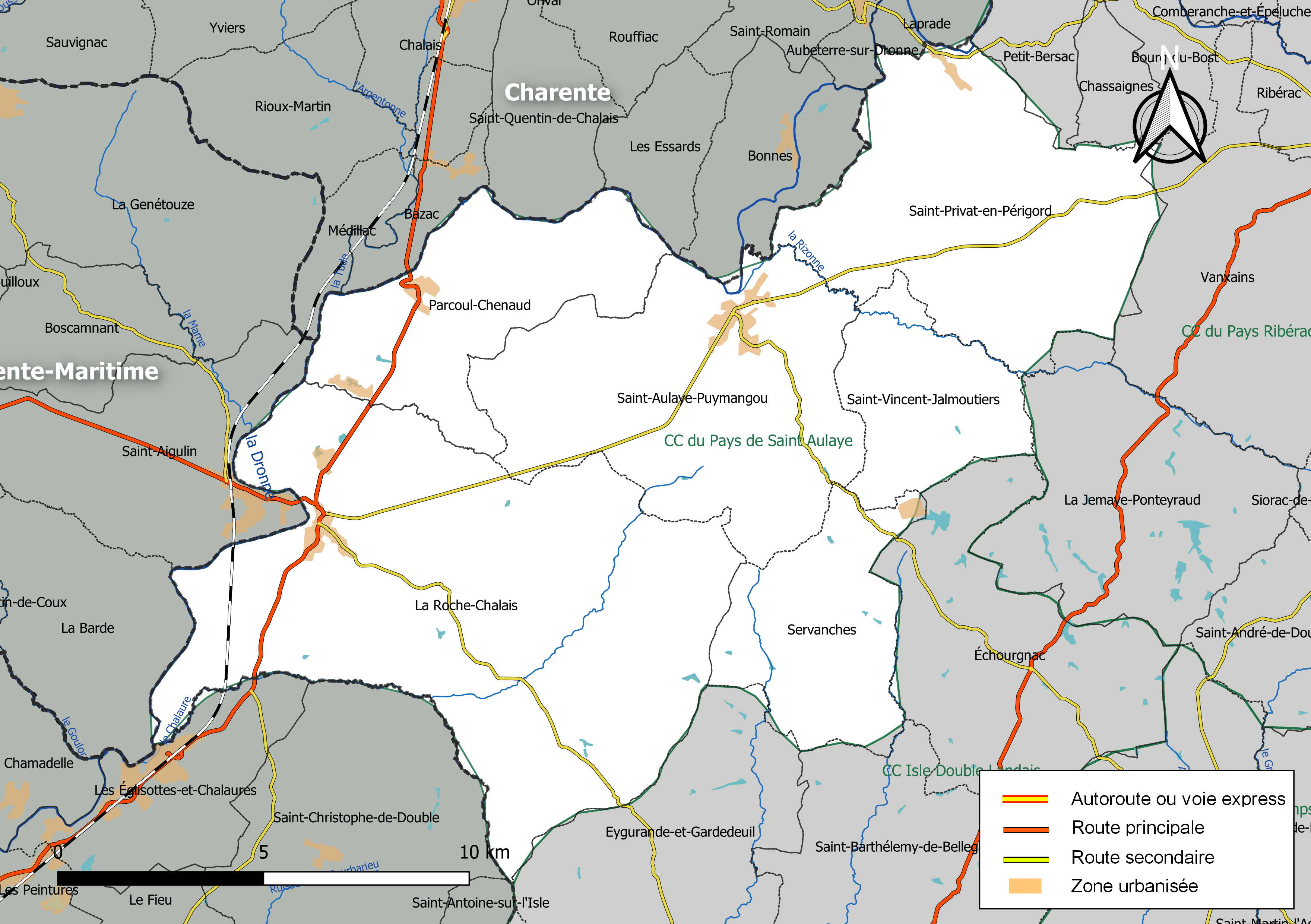
Carte de la communauté de communes du Pays de Saint-Aulaye au 1er janvier 2019.

### Composition

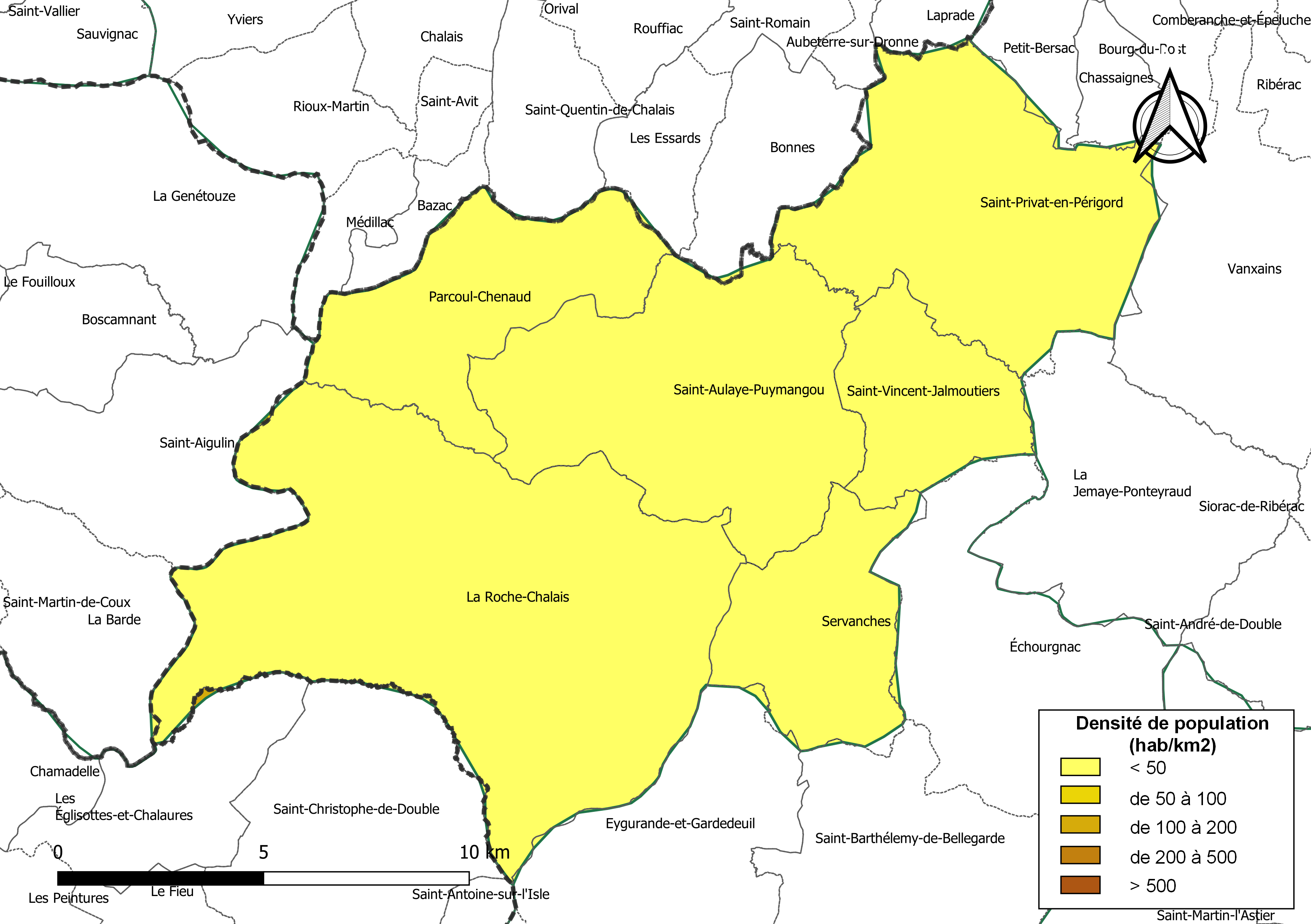
Carte des densités de population (millésimée 2016) des communes de la communauté de communes du Pays de Saint-Aulaye. Composition en communes au 1er janvier 2019.

Depuis 2012, elle regroupait dix des douze communes de l'ancien canton de Saint-Aulaye (seules manquaient La Jemaye et Ponteyraud.
Au 1er janvier 2016, leur nombre descend à huit, car Chenaud et Parcoul fusionnent, formant la commune nouvelle de Parcoul-Chenaud, et Puymangou et Saint-Aulaye fusionnent également, formant la commune nouvelle de Saint Aulaye-Puymangou.
Au 1er janvier 2017, le nombre de communes n'est plus que de six car Festalemps fusionne avec Saint-Antoine-Cumond et Saint-Privat-des-Prés pour former la commune nouvelle de Saint Privat en Périgord.
La communauté de communes est composée des 6 communes suivantes :

| Nom                       | Code Insee | Gentilé          | Superficie (km2) | Population (dernière pop. légale) | Densité (hab./km2) |
| ------------------------- | ---------- | ---------------- | ---------------- | --------------------------------- | ------------------ |
| La Roche-Chalais (siège)  | 24354      | Rochechalaisiens | 89,4             | 3 023 (2022)                      | 34                 |
| Parcoul-Chenaud           | 24316      |                  | 26,75            | 809 (2022)                        | 30                 |
| Saint Aulaye-Puymangou    | 24376      |                  | 46               | 1 432 (2022)                      | 31                 |
| Saint Privat en Périgord  | 24490      |                  | 44,04            | 1 127 (2022)                      | 26                 |
| Saint-Vincent-Jalmoutiers | 24511      |                  | 16,21            | 220 (2022)                        | 14                 |
| Servanches                | 24533      | Servanchois      | 20,56            | 77 (2022)                         | 3,7                |

### Démographie
Le tableau et le graphique ci-dessous correspondent au périmètre actuel de la communauté de communes du Pays de Saint-Aulaye, qui n'a été créée qu'en 1999.
| 1968  | 1975  | 1982  | 1990  | 1999  | 2008  | 2013  | 2019  |
| ----- | ----- | ----- | ----- | ----- | ----- | ----- | ----- |
| 7 001 | 7 004 | 7 019 | 6 813 | 6 576 | 6 485 | 6 693 | 6 685 |

## Représentation
25 conseillers communautaires siégent au conseil communautaire à partir du renouvellement des conseils municipaux de mars 2014 : 
| Nombre de délégués | Communes              |
| ------------------ | --------------------- |
| 11                 | La Roche-Chalais      |
| 5                  | Saint-Aulaye          |
| 2                  | Saint-Privat-des-Prés |
| 1                  | Les autres communes   |

Au renouvellement des conseils municipaux de mars 2020, le conseil communautaire de la communauté de communes se compose de 24 délégués représentant chacune des communes membres et élus pour une durée de six ans.
Ils sont répartis comme suit :
| Nombre de délégués | Communes                              |
| ------------------ | ------------------------------------- |
| 11                 | La Roche-Chalais                      |
| 5                  | Saint Aulaye-Puymangou                |
| 4                  | Saint Privat en Périgord              |
| 2                  | Parcoul-Chenaud                       |
| 1                  | Saint-Vincent-Jalmoutiers, Servanches |

## Politique et administration
| Période      | Période      | Identité              | Étiquette | Qualité                                       |
| ------------ | ------------ | --------------------- | --------- | --------------------------------------------- |
| juillet 1999 | avril 2008   | Pierre-Claude Laviale | UDF       | Maire de Saint-Aulaye (1989-2008)             |
| avril 2008   | avril 2014   | Pascale Roussie-Nadal | SE        | Maire de Saint-Privat-des-Prés (depuis 1997)  |
| avril 2014   | juillet 2020 | Jacques Delavie       | SE        | Adjoint au maire de La Roche-Chalais          |
| juillet 2020 | En cours     | Yannick Lagrenaudie   | PS        | Maire de Saint Aulaye-Puymangou (depuis 2016) |

## Compétences
L'arrêté préfectoral no PREF/DDL/2016/003 du 1er mars 2016 fixe le champ des compétences de la communauté de communes du Pays de Saint-Aulaye.
Deux compétences sont obligatoires :
- l'aménagement de l'espace :
  - réserves foncières,
  - participation au Pays Périgord vert,
  - représentation cartographique et géographique du territoire,
  - schéma de cohérence territoriale (SCOT) ;
- les actions de développement économique :
  - activités économiques générant plus de dix emplois,
  - promotion et animation des activités économiques de l'intercommunalité.

Cinq autres compétences optionnelles ont été retenues :
- la construction, l'entretien et le fonctionnement d'équipements culturels, sportifs et d'éducation préélémentaire et élémentaire :
  - bâtiments scolaires,
  - bâtiments de restauration scolaires (sauf celui de La Roche-Chalais),
  - équipements d’accueil de loisirs pour jeunes de 12 à 17 ans,
  - garderies scolaires,
  - équipements périscolaires,
  - accueil périscolaire ;
- la protection et la mise en valeur de l'environnement :
  - entretien et contrôle de l'assainissement non collectif,
  - collecte, traitement et valorisation des déchets des ménages et déchets assimilés ;
- l'aménagement numérique : réseaux et services locaux de communications électroniques ;
- la politique du logement et du cadre de vie : politique de réhabilitation de l'habitat privé (OPAH, programme local d'amélioration de l'habitat (PLAH), PIG) ;
- l'action sociale d'intérêt communautaire :
  - portage de repas à domicile,
  - service d’accueil des personnes âgées,
  - maisons de santé pluridisciplinaires.

Trois compétences facultatives ont été ajoutées :
- le tourisme :
  - promotion et développement touristique,
  - office de tourisme intercommunal,
  - signalétique routière pour les hébergements de la communauté ;
- le service scolaire et périscolaire de restauration :
  - service scolaire pour les écoles publiques
  - service périscolaire de restauration ;
- la gestion des cours d'eau : organisation et coordination de la gestion du bassin versant de la Dronne.

### Sources
- Le SPLAF (Site sur la Population et les Limites Administratives de la France)